# Morti nel 1971
| Questa pagina contiene informazioni ricavate automaticamente dalle voci biografiche con l'ausilio del template Bio e di un bot. L'aggiornamento è periodico e automatico e ricostruisce completamente la pagina. Se manca una persona in questa lista, sei pregato di non aggiungerla, ma accertati piuttosto che la sua voce biografica contenga il template Bio e che i dati anagrafici siano correttamente compilati. Se il template Bio manca, inseriscilo tu stesso o, in alternativa, metti l'avviso {{tmp\|Bio}} che ne segnala la mancanza. Se i dati riportati sono sbagliati, correggi direttamente la voce biografica; le modifiche saranno visibili in questa lista entro pochi giorni. Per chiarimenti vedi il progetto biografie. La lista contiene solo le 1.150 persone che sono citate nell'enciclopedia e per le quali è stato implementato correttamente il template Bio. Pagina aggiornata al 10 ago 2025. |

## Gennaio(99)
- 1º gennaio - Mario Battaglini, rugbista a 15 e allenatore di rugby a 15 italiano (n. 1919)
- 1º gennaio - Werner Zahn, bobbista tedesco (n. 1890)
- 2 gennaio - Apollinarij Ivanovič Dudko, regista sovietico (n. 1909)
- 2 gennaio - Giovanni Battista Giorgini, imprenditore italiano (n. 1898)
- 2 gennaio - Usmar Ismail, regista, sceneggiatore e produttore cinematografico indonesiano (n. 1921)
- 2 gennaio - Willard Maas, regista e poeta statunitense (n. 1906)
- 2 gennaio - Edward Toms, velocista britannico (n. 1899)
- 2 gennaio - Jerzy Zarzycki, regista e sceneggiatore polacco (n. 1911)
- 3 gennaio - Norma Bruni, cantante italiana (n. 1913)
- 3 gennaio - Giuseppe Forlivesi, allenatore di calcio e calciatore italiano (n. 1894)
- 4 gennaio - Joseph Pletincx, pallanuotista belga (n. 1888)
- 5 gennaio - Richard Gedlich, calciatore tedesco (n. 1900)
- 5 gennaio - Jean-Paul Mauric, cantante francese (n. 1933)
- 5 gennaio - Douglas Shearer, effettista canadese (n. 1899)
- 5 gennaio - Fanfulla, attore, comico e trasformista italiano (n. 1913)
- 6 gennaio - Antonio Chiri, militare e aviatore italiano (n. 1894)
- 6 gennaio - Arturo Codignola, giornalista italiano (n. 1893)
- 6 gennaio - Raffaello Delogu, storico dell'arte, storico dell'architettura e critico d'arte italiano (n. 1909)
- 6 gennaio - Elmer Flick, giocatore di baseball statunitense (n. 1876)
- 6 gennaio - Valerio Gravisi, allenatore di calcio e calciatore italiano (n. 1907)
- 7 gennaio - Charles DuBois Coryell, chimico statunitense (n. 1912)
- 8 gennaio - Charles Denny, pistard britannico (n. 1886)
- 8 gennaio - Adriano Lualdi, compositore, direttore d'orchestra e politico italiano (n. 1885)
- 9 gennaio - Manuel Fernández, calciatore e allenatore di calcio spagnolo (n. 1922)
- 9 gennaio - Otto Guggenberg, politico italiano (n. 1887)
- 9 gennaio - Fedele Piras, militare italiano (n. 1895)
- 10 gennaio - Coco Chanel, stilista francese (n. 1883)
- 10 gennaio - Ignazio Giunti, pilota automobilistico italiano (n. 1941)
- 11 gennaio - Zé Arigó, brasiliano (n. 1918)
- 12 gennaio - Nerio Bernardi, attore italiano (n. 1899)
- 12 gennaio - André Fierens, calciatore belga (n. 1898)
- 12 gennaio - Onni Lappalainen, ginnasta finlandese (n. 1922)
- 12 gennaio - John Tovey, ammiraglio britannico (n. 1885)
- 12 gennaio - Arnold Ulitz, scrittore tedesco (n. 1888)
- 13 gennaio - Arthur Hruska, dentista e botanico austriaco (n. 1880)
- 13 gennaio - Heinz Lammerding, generale tedesco (n. 1905)
- 13 gennaio - Henri Tomasi, compositore e direttore d'orchestra francese (n. 1901)
- 14 gennaio - James Glenn Beall, politico statunitense (n. 1894)
- 14 gennaio - Bohumil Klenovec, calciatore cecoslovacco (n. 1912)
- 14 gennaio - Harry Neumann, direttore della fotografia statunitense (n. 1891)
- 14 gennaio - Antonio Sorice, generale e politico italiano (n. 1897)
- 15 gennaio - Félix Balyu, calciatore belga (n. 1891)
- 15 gennaio - John Dall, attore statunitense (n. 1920)
- 15 gennaio - John Lyons, hockeista su ghiaccio statunitense (n. 1900)
- 15 gennaio - Robert W. McNair, militare canadese (n. 1919)
- 15 gennaio - Felice Soldini, calciatore svizzero (n. 1915)
- 16 gennaio - Antonio Bellotti, poliziotto italiano (n. 1952)
- 16 gennaio - Kermit Maynard, attore statunitense (n. 1897)
- 16 gennaio - Gaetano Pirrone, politico italiano (n. 1892)
- 16 gennaio - Philippe Thys, ciclista su strada, ciclocrossista e pistard belga (n. 1890)
- 17 gennaio - Lothar Rendulic, generale austriaco (n. 1887)
- 17 gennaio - Jacobo Arbenz Guzmán, politico e militare guatemalteco (n. 1913)
- 18 gennaio - Erik Almlöf, triplista svedese (n. 1891)
- 18 gennaio - Catherine Calvert, attrice statunitense (n. 1890)
- 18 gennaio - Virgil Finlay, disegnatore statunitense (n. 1914)
- 18 gennaio - Nora Stanton Blatch Barney, ingegnere e architetto inglese (n. 1883)
- 19 gennaio - Ross Cuthbert, hockeista su ghiaccio britannico (n. 1892)
- 19 gennaio - Ottorino Orlandini, partigiano e antifascista italiano (n. 1896)
- 19 gennaio - Liliana Tellini, attrice italiana (n. 1925)
- 20 gennaio - Gilbert M. Anderson, attore, sceneggiatore e regista statunitense (n. 1880)
- 20 gennaio - Antonio Bacci, cardinale, arcivescovo cattolico e latinista italiano (n. 1885)
- 20 gennaio - Jan Arnoldus Schouten, matematico olandese (n. 1883)
- 21 gennaio - Antonio Barolini, scrittore, poeta e giornalista italiano (n. 1910)
- 21 gennaio - Rubens Paiva, ingegnere, politico e attivista brasiliano (n. 1929)
- 21 gennaio - Richard B. Russell, politico statunitense (n. 1897)
- 21 gennaio - Fred Tunstall, calciatore e allenatore di calcio inglese (n. 1897)
- 22 gennaio - Cesco Baseggio, attore italiano (n. 1897)
- 22 gennaio - Alfredo Signoretti, giornalista italiano (n. 1901)
- 23 gennaio - Remo Chiti, scrittore, giornalista e drammaturgo italiano (n. 1891)
- 23 gennaio - Árpád Hajós, calciatore e allenatore di calcio ungherese (n. 1902)
- 24 gennaio - Nino Bertoletti, pittore, illustratore e decoratore italiano (n. 1889)
- 24 gennaio - St. John Greer Ervine, drammaturgo, saggista e critico letterario irlandese (n. 1883)
- 24 gennaio - Bill W., attivista statunitense (n. 1895)
- 25 gennaio - Ousmane Baldé, economista e politico guineense
- 25 gennaio - Étienne Bausch, calciatore lussemburghese (n. 1901)
- 25 gennaio - Loffo Camara, politica guineana (n. 1925)
- 25 gennaio - Cesare Campioli, politico e imprenditore italiano (n. 1902)
- 25 gennaio - Hermann Hoth, generale e criminale di guerra tedesco (n. 1885)
- 25 gennaio - Isobel Lennart, sceneggiatrice statunitense (n. 1915)
- 26 gennaio - Luigi Bruno, imprenditore italiano (n. 1896)
- 26 gennaio - Umberto Klinger, aviatore, politico e imprenditore italiano (n. 1900)
- 26 gennaio - Arturo Presselli, calciatore italiano (n. 1919)
- 26 gennaio - Augusts Skiltriters, calciatore lettone (n. 1900)
- 27 gennaio - Fred Ewer, calciatore inglese (n. 1898)
- 27 gennaio - Piet Jan Willekens, missionario e vescovo cattolico olandese (n. 1881)
- 27 gennaio - Adelaide di Schaumburg-Lippe, principessa tedesca (n. 1875)
- 28 gennaio - Giulio Cacciandra, cavaliere italiano (n. 1884)
- 28 gennaio - Robert De Grasse, direttore della fotografia statunitense (n. 1900)
- 28 gennaio - Chuck Garland, tennista statunitense (n. 1898)
- 28 gennaio - Primo Meozzi, hockeista su prato italiano (n. 1928)
- 28 gennaio - Georges Van Parys, compositore francese (n. 1902)
- 28 gennaio - Václav Pilát, calciatore cecoslovacco (n. 1888)
- 28 gennaio - Donald Winnicott, pediatra e psicoanalista britannico (n. 1896)
- 29 gennaio - Arnaldo Feraboli, politico italiano (n. 1888)
- 29 gennaio - Tony Murena, fisarmonicista e compositore francese (n. 1915)
- 29 gennaio - Karl Pfeffer-Wildenbruch, generale e poliziotto tedesco (n. 1888)
- 30 gennaio - Vittorio Amicarelli, architetto italiano (n. 1907)
- 31 gennaio - Pietro De Francisci, giurista e politico italiano (n. 1883)
- 31 gennaio - Viktor Maksimovič Žirmunskij, critico letterario e filologo russo (n. 1891)

## Febbraio(78)
- 1º febbraio - Aleksandr Andreev, scultore bulgaro (n. 1879)
- 1º febbraio - Teddy Davison, calciatore e allenatore di calcio inglese (n. 1887)
- 1º febbraio - Raoul Hausmann, artista austriaco (n. 1886)
- 1º febbraio - Giovanni Moretti, calciatore e allenatore di calcio italiano (n. 1909)
- 1º febbraio - Harry Reeves, animatore e sceneggiatore statunitense (n. 1906)
- 1º febbraio - Hans Schmidt, calciatore e allenatore di calcio tedesco (n. 1893)
- 2 febbraio - Domenico Agusta, imprenditore italiano (n. 1907)
- 2 febbraio - Nino Besozzi, attore italiano (n. 1901)
- 2 febbraio - Ramón Peón, regista e attore cubano (n. 1897)
- 2 febbraio - Maria Bona di Savoia-Genova, principessa e scultrice italiana (n. 1896)
- 3 febbraio - Jay C. Flippen, attore statunitense (n. 1899)
- 3 febbraio - Lucillo Grassi, pittore italiano (n. 1895)
- 3 febbraio - Bruno Åkesson, lottatore svedese (n. 1887)
- 4 febbraio - Aurelia Browder, attivista statunitense (n. 1919)
- 4 febbraio - Brock Chisholm, militare e medico canadese (n. 1896)
- 5 febbraio - Mátyás Rákosi, politico ungherese (n. 1892)
- 5 febbraio - Francesco Zane, politico italiano (n. 1898)
- 6 febbraio - John Dora, calciatore scozzese (n. 1905)
- 6 febbraio - József Fogl, calciatore ungherese (n. 1897)
- 6 febbraio - Adda Gleason, attrice statunitense (n. 1888)
- 6 febbraio - Recha Sternbuch, attivista svizzera (n. 1905)
- 7 febbraio - Doug Cadwallader, golfista statunitense (n. 1884)
- 7 febbraio - Bobby Neu, cestista statunitense (n. 1917)
- 7 febbraio - Albino Núñez Domínguez, scrittore, pedagogista e poeta spagnolo (n. 1901)
- 7 febbraio - Emy Roeder, scultrice tedesca (n. 1890)
- 9 febbraio - Jonas Aas, calciatore norvegese (n. 1890)
- 10 febbraio - Henri Huet, fotoreporter francese (n. 1927)
- 10 febbraio - Harald Öhquist, generale finlandese (n. 1891)
- 11 febbraio - Howard Bristol, scenografo statunitense (n. 1902)
- 11 febbraio - Willi Geiger, pittore, grafico e insegnante tedesco (n. 1878)
- 11 febbraio - Delia Murphy, cantante irlandese (n. 1902)
- 11 febbraio - Ernst Nilsson, lottatore svedese (n. 1891)
- 11 febbraio - Armando Preti, calciatore italiano (n. 1911)
- 12 febbraio - Ella Cara Deloria, educatrice, antropologa e etnografa statunitense (n. 1889)
- 12 febbraio - Vittorio Santoli, germanista, filologo e critico letterario italiano (n. 1901)
- 12 febbraio - Kazimierz Szempliński, schermidore polacco (n. 1899)
- 13 febbraio - Genevieve Hamper, attrice statunitense (n. 1888)
- 14 febbraio - Luigi Bilucaglia, politico e dirigente sportivo italiano (n. 1891)
- 14 febbraio - Vincenzo Cermignani, pittore italiano (n. 1902)
- 14 febbraio - Vjekoslav Župančić, calciatore jugoslavo (n. 1900)
- 15 febbraio - François Gardier, ciclista su strada belga (n. 1903)
- 15 febbraio - Wallace Johnson, tennista statunitense (n. 1889)
- 15 febbraio - Henry Kaltenbrunn, ciclista su strada e pistard sudafricano (n. 1897)
- 15 febbraio - Georges Lepape, illustratore francese (n. 1887)
- 16 febbraio - Renzo Castagneto, pilota automobilistico e dirigente sportivo italiano (n. 1891)
- 16 febbraio - Fritz Kolbe, diplomatico tedesco (n. 1900)
- 17 febbraio - Teddy Hart, attore statunitense (n. 1897)
- 17 febbraio - Charles Meunier, ciclista su strada e ciclocrossista belga (n. 1903)
- 17 febbraio - Silvio Petrucci, giornalista e scrittore italiano (n. 1894)
- 18 febbraio - Jaime de Barros Câmara, cardinale e arcivescovo cattolico brasiliano (n. 1894)
- 18 febbraio - David Morris Potter, storico statunitense (n. 1910)
- 19 febbraio - Gino Franzi, architetto italiano (n. 1898)
- 20 febbraio - Josef Börjesson, calciatore svedese (n. 1891)
- 20 febbraio - William Lava, compositore statunitense (n. 1911)
- 21 febbraio - Tilla Durieux, attrice austriaca (n. 1880)
- 21 febbraio - Salvatore Angelo Gitti, partigiano, sindacalista e politico italiano (n. 1908)
- 21 febbraio - Clare Jacobs, astista statunitense (n. 1886)
- 22 febbraio - Alexandre Breffort, giornalista, scrittore e drammaturgo francese (n. 1901)
- 22 febbraio - Vera Tanner, nuotatrice britannica (n. 1906)
- 23 febbraio - Larry Gilbert Dahl, militare statunitense (n. 1949)
- 23 febbraio - Axel Dyrberg, calciatore danese (n. 1889)
- 23 febbraio - George Frederick Reinhardt, diplomatico statunitense (n. 1911)
- 25 febbraio - Theodor Svedberg, chimico svedese (n. 1884)
- 26 febbraio - Tullio Carminati, attore italiano (n. 1895)
- 26 febbraio - Nello Ciaccheri, ciclista su strada italiano (n. 1893)
- 26 febbraio - Fernandel, attore, cantante e regista francese (n. 1903)
- 26 febbraio - Cesare Martin, calciatore italiano (n. 1901)
- 26 febbraio - Enric Martí i Carreto, avvocato, imprenditore e dirigente sportivo spagnolo (n. 1893)
- 27 febbraio - Daniel Llorente y Federico, vescovo cattolico spagnolo (n. 1883)
- 27 febbraio - Pino Levi Cavaglione, partigiano e scrittore italiano (n. 1911)
- 27 febbraio - Ilya Lopert, produttore cinematografico statunitense (n. 1905)
- 27 febbraio - Maurice Meunier, calciatore francese (n. 1890)
- 28 febbraio - Paul Bader, generale tedesco (n. 1883)
- 28 febbraio - Pierino Gabetti, sollevatore italiano (n. 1904)
- 28 febbraio - Paul de Kruif, microbiologo, scrittore e divulgatore scientifico statunitense (n. 1890)
- 28 febbraio - Mario Mangini, commediografo, sceneggiatore e regista teatrale italiano (n. 1899)
- 28 febbraio - Alberto Merciai, calciatore italiano (n. 1900)
- 28 febbraio - Hans Müller, scacchista austriaco (n. 1896)

## Marzo(81)
- 1º marzo - František Hrubín, poeta e scrittore ceco (n. 1910)
- 1º marzo - Izol'da Vasil'evna Izvickaja, attrice sovietica (n. 1932)
- 1º marzo - Henri Lesur, calciatore francese (n. 1892)
- 1º marzo - Bernardo Mattarella, politico italiano (n. 1905)
- 1º marzo - Clayton Rawson, scrittore statunitense (n. 1906)
- 2 marzo - Rita Jolivet, attrice britannica (n. 1890)
- 3 marzo - Alfred Desenclos, compositore francese (n. 1912)
- 3 marzo - Nani Grassetto, imprenditore italiano (n. 1910)
- 3 marzo - Victor Leemans, politico belga (n. 1901)
- 3 marzo - Virgilio Paladini, filologo classico italiano (n. 1912)
- 3 marzo - Gabino Sosa, calciatore argentino (n. 1899)
- 5 marzo - Jean Grenier, filosofo e scrittore francese (n. 1898)
- 5 marzo - Winnie Lightner, attrice e cantante statunitense (n. 1899)
- 5 marzo - Allan Nevins, storico e giornalista statunitense (n. 1890)
- 6 marzo - Aldovino Fora, politico italiano (n. 1883)
- 6 marzo - Silvio Tavolaro, magistrato italiano (n. 1900)
- 7 marzo - Alberto Castelli, arcivescovo cattolico, critico letterario e traduttore italiano (n. 1907)
- 7 marzo - Émile Hamilius, politico e calciatore lussemburghese (n. 1897)
- 7 marzo - Richard Montague, matematico e filosofo statunitense (n. 1930)
- 7 marzo - Stevie Smith, poetessa e scrittrice inglese (n. 1902)
- 7 marzo - Orvar Trolle, nuotatore svedese (n. 1900)
- 8 marzo - Harold Lloyd, attore, regista e produttore cinematografico statunitense (n. 1893)
- 8 marzo - Carlo Maria Pintacuda, pilota automobilistico italiano (n. 1900)
- 9 marzo - Anthony Berkeley Cox, scrittore britannico (n. 1893)
- 9 marzo - Cirillo VI di Alessandria, vescovo cristiano orientale egiziano (n. 1902)
- 9 marzo - Juan Guedes, calciatore spagnolo (n. 1942)
- 9 marzo - K. Asif, regista, sceneggiatore e produttore cinematografico indiano (n. 1922)
- 9 marzo - Karl Schulz, calciatore tedesco (n. 1901)
- 9 marzo - Karl Schulz, calciatore tedesco (n. 1905)
- 10 marzo - Jean Follain, poeta e scrittore francese (n. 1903)
- 10 marzo - Montagu Stopford, generale britannico (n. 1892)
- 11 marzo - Lorenzo Valerio Bona, calciatore e dirigente d'azienda italiano (n. 1894)
- 11 marzo - Charlie Dunbar Broad, filosofo e storico inglese (n. 1887)
- 11 marzo - Walter Bryan Emery, egittologo britannico (n. 1902)
- 11 marzo - Philo Farnsworth, inventore statunitense (n. 1906)
- 11 marzo - Whitney Young, attivista statunitense (n. 1921)
- 11 marzo - Llewellyn Woodward, storico britannico (n. 1890)
- 12 marzo - Elliot Adams, scienziato statunitense (n. 1888)
- 12 marzo - David Burns, attore e cantante statunitense (n. 1902)
- 12 marzo - Roy Glenn, attore statunitense (n. 1914)
- 12 marzo - Tor Johnson, attore e wrestler svedese (n. 1903)
- 12 marzo - Noémie Scize, attrice francese (n. 1891)
- 13 marzo - Evasio Colli, arcivescovo cattolico italiano (n. 1883)
- 13 marzo - Rockwell Kent, pittore e illustratore statunitense (n. 1882)
- 14 marzo - Carlo Butti, dirigente sportivo, multiplista e discobolo italiano (n. 1891)
- 15 marzo - Jean-Pierre Monseré, ciclista su strada e pistard belga (n. 1948)
- 16 marzo - Bebe Daniels, attrice, cantante e ballerina statunitense (n. 1901)
- 16 marzo - Thomas E. Dewey, politico statunitense (n. 1902)
- 17 marzo - Vittorio Bosco Lucarelli, politico italiano (n. 1888)
- 18 marzo - Karl Klingler, violinista, compositore e insegnante tedesco (n. 1879)
- 19 marzo - Jim Beckett, pallanuotista irlandese (n. 1884)
- 19 marzo - Hans Walter Imhoff, calciatore svizzero (n. 1886)
- 19 marzo - Salvatore Petagna, intarsiatore italiano (n. 1893)
- 20 marzo - Hallam Cooley, attore statunitense (n. 1895)
- 20 marzo - Joseph Delvecchio, calciatore francese (n. 1885)
- 20 marzo - Brice Parain, filosofo francese (n. 1897)
- 20 marzo - Alfredo Zardini, italiano (n. 1931)
- 21 marzo - Peretz Bernstein, politico e pubblicista israeliano (n. 1890)
- 21 marzo - Peter Carpenter, aviatore britannico (n. 1891)
- 21 marzo - Kyūya Fukada, alpinista e scrittore giapponese (n. 1903)
- 22 marzo - Martin Bodmer, collezionista d'arte e filantropo svizzero (n. 1899)
- 22 marzo - Nella Walker, attrice statunitense (n. 1886)
- 23 marzo - Basil Dearden, regista, sceneggiatore e produttore cinematografico britannico (n. 1911)
- 23 marzo - Simon Vestdijk, scrittore olandese (n. 1898)
- 23 marzo - Gerhard Wolf, politico tedesco (n. 1896)
- 24 marzo - Arne Jacobsen, architetto e designer danese (n. 1902)
- 24 marzo - Yasui Kono, biologa, biochimica e botanica giapponese (n. 1880)
- 24 marzo - Uberto Salvatore d'Asburgo-Lorena, nobile austriaco (n. 1894)
- 25 marzo - Thomas Barth, mineralogista norvegese (n. 1899)
- 25 marzo - Maurice Meyer, calciatore francese (n. 1892)
- 27 marzo - Albin Grau, artista, architetto e esoterista tedesco (n. 1884)
- 27 marzo - Otto Höss, calciatore austriaco (n. 1902)
- 28 marzo - Robert Hunter, golfista statunitense (n. 1886)
- 28 marzo - Otto Laporte, fisico tedesco (n. 1902)
- 28 marzo - Pietro Taverna, calciatore italiano (n. 1906)
- 29 marzo - Luigi Pirotta, educatore italiano (n. 1900)
- 29 marzo - Hermann zu Leiningen, pilota automobilistico tedesco (n. 1901)
- 30 marzo - Werner Peters, attore tedesco (n. 1918)
- 30 marzo - Hardan al-Tikriti, generale, politico e diplomatico iracheno (n. 1925)
- 31 marzo - Michael Browne, cardinale e arcivescovo cattolico irlandese (n. 1887)
- 31 marzo - William Youden, statistico australiano (n. 1900)

## Aprile(81)
- 1º aprile - Vasilij Michajlovič Badanov, generale sovietico (n. 1895)
- 1º aprile - Luigi Barbero, vescovo cattolico italiano (n. 1905)
- 1º aprile - Antonio Cassitta, politico italiano (n. 1898)
- 1º aprile - Vittorio Sogno, generale e agente segreto italiano (n. 1885)
- 3 aprile - Erich Boehringer, archeologo e numismatico tedesco (n. 1897)
- 3 aprile - Jacques Ochs, schermidore belga (n. 1883)
- 3 aprile - Natale Santero, politico e chirurgo italiano (n. 1893)
- 3 aprile - Umberto Tomba, politico italiano (n. 1901)
- 3 aprile - Joe Valachi, mafioso e collaboratore di giustizia statunitense (n. 1904)
- 4 aprile - Angelo Bergamonti, pilota motociclistico italiano (n. 1939)
- 4 aprile - Frank Loomis, ostacolista statunitense (n. 1896)
- 4 aprile - Juan Marvezzi, calciatore argentino (n. 1915)
- 5 aprile - Stefano Siglienti, banchiere e politico italiano (n. 1898)
- 6 aprile - Giorgina Grossi, pesista e discobola italiana (n. 1916)
- 6 aprile - Igor' Fëdorovič Stravinskij, compositore e direttore d'orchestra russo (n. 1882)
- 6 aprile - Mario de Vergottini, statistico italiano (n. 1901)
- 7 aprile - Amedeo De Cia, generale italiano (n. 1883)
- 7 aprile - Åke Hedberg, sollevatore svedese (n. 1929)
- 7 aprile - Teresa Lodi, bibliotecaria italiana (n. 1889)
- 7 aprile - Salvatore Mannironi, politico italiano (n. 1901)
- 7 aprile - Charles Pahud de Mortanges, cavaliere olandese (n. 1896)
- 8 aprile - Mario Cingolani, politico italiano (n. 1883)
- 8 aprile - Anna Dinella, pittrice e attivista italiana
- 8 aprile - Ugo Guandalini, editore e scrittore italiano (n. 1905)
- 8 aprile - Armand Massard, schermidore francese (n. 1884)
- 8 aprile - Fritz von Opel, ingegnere, aviatore e progettista tedesco (n. 1899)
- 8 aprile - Martin Reissmann, calciatore tedesco (n. 1900)
- 9 aprile - André Cavens, regista belga (n. 1912)
- 9 aprile - James Fitzgerald, pittore statunitense (n. 1899)
- 9 aprile - Will Harridge, dirigente sportivo statunitense (n. 1883)
- 9 aprile - Ernesto Paternò Castello di Carcaci, nobile e religioso italiano (n. 1882)
- 10 aprile - Giuseppe Chiantia, cavaliere italiano (n. 1893)
- 10 aprile - Nicola La Gravinese, medico e politico italiano (n. 1883)
- 11 aprile - Amado Azar, pugile argentino (n. 1913)
- 11 aprile - Zbigniew Drzewiecki, pianista e insegnante polacco (n. 1890)
- 11 aprile - Marcel Gromaire, pittore francese (n. 1892)
- 12 aprile - Carlo Alberto Federici, politico italiano (n. 1904)
- 12 aprile - Wynton Kelly, pianista statunitense (n. 1931)
- 12 aprile - Wolfgang Krull, matematico tedesco (n. 1899)
- 12 aprile - Igor' Evgen'evič Tamm, fisico russo (n. 1895)
- 15 aprile - Aleksej Česlavovič Brodovič, designer e fotografo sovietico (n. 1896)
- 15 aprile - Maggiorino Gramaglia, fotografo italiano (n. 1895)
- 15 aprile - Miguel Matamoros, musicista e compositore cubano (n. 1894)
- 15 aprile - William Heneage Ogilvie, chirurgo britannico (n. 1887)
- 15 aprile - Dan Reeves, dirigente sportivo statunitense (n. 1912)
- 15 aprile - Friedebert Tuglas, scrittore, critico letterario e giornalista estone (n. 1886)
- 16 aprile - Gustáv Žáček, calciatore slovacco (n. 1921)
- 17 aprile - Roberto Lupi, compositore italiano (n. 1908)
- 18 aprile - François Amiot, teologo francese (n. 1889)
- 18 aprile - Désiré Bastin, calciatore belga (n. 1900)
- 18 aprile - Atilio Bernasconi, calciatore argentino (n. 1905)
- 19 aprile - Gioacchino Guaragna, schermidore italiano (n. 1908)
- 19 aprile - Luigi Piotti, pilota automobilistico e imprenditore italiano (n. 1913)
- 19 aprile - Oliviero Zuccarini, giornalista e politico italiano (n. 1883)
- 20 aprile - Alberto Magnelli, pittore italiano (n. 1888)
- 20 aprile - Charles Noguès, generale francese (n. 1876)
- 20 aprile - Cecil Parker, attore britannico (n. 1897)
- 20 aprile - Pauls Sokolovs, calciatore e hockeista su ghiaccio lettone (n. 1902)
- 20 aprile - Gaston Wiet, orientalista e arabista francese (n. 1887)
- 21 aprile - François Duvalier, politico e medico haitiano (n. 1907)
- 21 aprile - Edmund Lowe, attore statunitense (n. 1890)
- 22 aprile - Cándido García, calciatore argentino (n. 1895)
- 22 aprile - Anna del Montenegro, principessa montenegrina (n. 1874)
- 22 aprile - Charles Portal, militare britannico (n. 1893)
- 23 aprile - Luigi Boer, calciatore italiano (n. 1904)
- 23 aprile - Robert Corey, biochimico statunitense (n. 1897)
- 23 aprile - Lidia Martora, attrice italiana (n. 1917)
- 23 aprile - Federico Morozzo della Rocca, generale italiano (n. 1878)
- 23 aprile - Gualtiero Tumiati, attore e regista teatrale italiano (n. 1876)
- 24 aprile - Lennie Hayton, compositore statunitense (n. 1908)
- 25 aprile - Marius Ambrogi, militare e aviatore francese (n. 1895)
- 25 aprile - Adelaide di Sassonia-Meiningen, principessa (n. 1891)
- 25 aprile - Tse-Ven Soong, politico e imprenditore cinese (n. 1894)
- 26 aprile - Frank Budgen, pittore, scrittore e attivista inglese (n. 1882)
- 26 aprile - Anatolij Makarovič Tarasov, partigiano sovietico (n. 1921)
- 26 aprile - Jan Hendrik de Boer, chimico e fisico olandese (n. 1899)
- 27 aprile - Gustav Holm, calciatore norvegese (n. 1892)
- 28 aprile - John Tansey, attore, regista e sceneggiatore statunitense (n. 1901)
- 29 aprile - Billy Wood, lottatore britannico (n. 1886)
- 30 aprile - Luigi Riccio, calciatore italiano (n. 1901)
- 30 aprile - Albin Stenroos, maratoneta e mezzofondista finlandese (n. 1889)

## Maggio(85)
- 1º maggio - Glenda Farrell, attrice statunitense (n. 1904)
- 1º maggio - Ejnar Mikkelsen, esploratore e scrittore danese (n. 1880)
- 1º maggio - Sabato Visco, fisiologo, politico e nutrizionista italiano (n. 1888)
- 2 maggio - Olaf Barda, scacchista norvegese (n. 1909)
- 2 maggio - Dot Farley, attrice e sceneggiatrice statunitense (n. 1881)
- 3 maggio - Alexandre Vialatte, scrittore francese (n. 1901)
- 4 maggio - Seamus Elliott, ciclista su strada irlandese (n. 1934)
- 4 maggio - Elio Pagani, allenatore di calcio e calciatore italiano (n. 1904)
- 5 maggio - Pietro Ferreri, politico italiano (n. 1899)
- 5 maggio - Violet Jessop, infermiera britannica (n. 1887)
- 5 maggio - William David Ross, filosofo e filologo britannico (n. 1877)
- 5 maggio - Pietro Scaglione, magistrato italiano (n. 1906)
- 5 maggio - Mitsumi Shimizu, ammiraglio giapponese (n. 1888)
- 5 maggio - Alice Tissot, attrice francese (n. 1890)
- 6 maggio - Nobuya Abe, pittore giapponese (n. 1913)
- 6 maggio - Helene Weigel, attrice austriaca (n. 1900)
- 7 maggio - Alfio Di Grazia, politico italiano (n. 1897)
- 7 maggio - Luigi Maffeo, arcivescovo cattolico italiano (n. 1915)
- 7 maggio - Ruth Royce, attrice statunitense (n. 1893)
- 7 maggio - Adolfo Salminci, politico e avvocato italiano (n. 1884)
- 8 maggio - Fred Sheffield, canottiere statunitense (n. 1902)
- 9 maggio - David Webster, imprenditore inglese (n. 1903)
- 9 maggio - Zoltán Zilahi, compositore di scacchi ungherese (n. 1903)
- 10 maggio - Colombo Corneli, politico italiano (n. 1892)
- 10 maggio - Larry Nuesslein, tiratore a segno statunitense (n. 1895)
- 10 maggio - Faina Ševčenko, attrice teatrale russa (n. 1893)
- 11 maggio - Sean Lemass, politico irlandese (n. 1899)
- 11 maggio - Ivan Konstantinovič Pravov, regista cinematografico sovietico (n. 1899)
- 11 maggio - Pëtr Sokolov, calciatore russo (n. 1890)
- 11 maggio - Rafał Wojaczek, poeta e scrittore polacco (n. 1945)
- 12 maggio - Gianbattista Gilli, ciclista su strada italiano (n. 1896)
- 12 maggio - Heinie Manush, giocatore di baseball statunitense (n. 1901)
- 13 maggio - Hubert von Meyerinck, attore tedesco (n. 1896)
- 13 maggio - Giuseppe Milano, calciatore e allenatore di calcio italiano (n. 1887)
- 13 maggio - Axel Rydin, velista svedese (n. 1887)
- 14 maggio - Jakob Swatosch, calciatore austriaco (n. 1891)
- 15 maggio - Goose Goslin, giocatore di baseball statunitense (n. 1900)
- 15 maggio - Tyrone Guthrie, regista, direttore artistico e saggista inglese (n. 1900)
- 15 maggio - Carl Krebs, ginnasta danese (n. 1889)
- 15 maggio - Maria Mokrzycka, soprano ucraina (n. 1882)
- 16 maggio - Krikor Bedros XV Aghagianian, cardinale e patriarca cattolico armeno (n. 1895)
- 16 maggio - Pina Ballario, scrittrice italiana (n. 1899)
- 16 maggio - Collier Cudmore, canottiere britannico (n. 1885)
- 16 maggio - Reg Tomlinson, calciatore inglese (n. 1914)
- 16 maggio - Ettore di Giorgio, incisore e pittore italiano (n. 1887)
- 17 maggio - Dumitru Alexe, canoista romeno (n. 1935)
- 17 maggio - Leone Morandini, stuccatore italiano (n. 1889)
- 19 maggio - Tullio d'Albisola, ceramista, scultore e editore italiano (n. 1899)
- 19 maggio - Vera Bergman, attrice tedesca (n. 1920)
- 19 maggio - Albert Guinchard, calciatore svizzero (n. 1914)
- 19 maggio - Margherita Nicosia Margani, etruscologa e latinista italiana (n. 1900)
- 19 maggio - Ogden Nash, poeta statunitense (n. 1902)
- 19 maggio - Tommy Thomson, ostacolista canadese (n. 1895)
- 20 maggio - Martín Dihigo, giocatore di baseball cubano (n. 1906)
- 20 maggio - Joop van Hulzen, attore olandese (n. 1898)
- 20 maggio - Waldo Williams, poeta britannico (n. 1904)
- 21 maggio - Dennis King, attore e cantante britannico (n. 1897)
- 21 maggio - Ettore Perani, calciatore italiano (n. 1921)
- 22 maggio - Rookie Brown, cestista statunitense (n. 1925)
- 22 maggio - Bruno Castellarin, politico italiano (n. 1908)
- 22 maggio - Henri Dessens, fisico e meteorologo francese (n. 1911)
- 22 maggio - Valentino Orsolini Cencelli, politico e agronomo italiano (n. 1898)
- 24 maggio - Guglielmo Donati, politico italiano (n. 1909)
- 24 maggio - Raichō Hiratsuka, scrittrice, giornalista e attivista giapponese (n. 1886)
- 24 maggio - Marius Lund, calciatore norvegese (n. 1888)
- 25 maggio - Luigi Di Bernardo, militare italiano (n. 1931)
- 25 maggio - Juris Rēdlihs, allenatore di calcio e arbitro di calcio lettone (n. 1890)
- 25 maggio - Kenneth Claiborne Royall, generale e politico statunitense (n. 1894)
- 25 maggio - Joe Scott, cestista statunitense (n. 1916)
- 26 maggio - Bokuzen Hidari, attore giapponese (n. 1894)
- 26 maggio - John Longden, attore britannico (n. 1900)
- 26 maggio - Armando Picchi, calciatore e allenatore di calcio italiano (n. 1935)
- 26 maggio - Umberto Ziveri, pittore italiano (n. 1891)
- 27 maggio - Sverre Eika, prete e calciatore norvegese (n. 1899)
- 27 maggio - Chips Rafferty, attore australiano (n. 1909)
- 28 maggio - Audie Murphy, militare, scrittore e attore statunitense (n. 1925)
- 28 maggio - Jean Vilar, regista teatrale, attore e direttore teatrale francese (n. 1912)
- 28 maggio - Ora Washington, cestista e tennista statunitense (n. 1898)
- 30 maggio - Emilio Bergamini, calciatore italiano (n. 1907)
- 30 maggio - Marcel Dupré, organista, pianista e compositore francese (n. 1886)
- 30 maggio - Dino Lilli, architetto italiano (n. 1898)
- 30 maggio - Casimiro Morcillo González, arcivescovo cattolico spagnolo (n. 1904)
- 30 maggio - Mario Moschi, scultore e medaglista italiano (n. 1896)
- 31 maggio - Massimo Campigli, pittore italiano (n. 1895)
- 31 maggio - Leo Mogus, cestista statunitense (n. 1921)

## Giugno(93)
- 1º giugno - Reinhold Niebuhr, teologo statunitense (n. 1892)
- 1º giugno - Klaus Stürmer, calciatore tedesco (n. 1935)
- 2 giugno - Charles Dekeukeleire, regista e saggista belga (n. 1905)
- 2 giugno - William Wadsworth Hodkinson, imprenditore statunitense (n. 1881)
- 3 giugno - Oscar Baronti, ciclista su strada italiano (n. 1909)
- 3 giugno - Heinz Hopf, matematico tedesco (n. 1894)
- 3 giugno - Guido Tonetti, arcivescovo cattolico italiano (n. 1903)
- 3 giugno - Mario Tosolini, calciatore italiano (n. 1918)
- 4 giugno - György Lukács, filosofo, sociologo e politologo ungherese (n. 1885)
- 5 giugno - Clare Dennis, nuotatrice australiana (n. 1916)
- 5 giugno - František Hirsche, pistard boemo (n. 1878)
- 5 giugno - André Trocmé, pastore protestante francese (n. 1901)
- 6 giugno - Giacinto Gambirasio, imprenditore, politico e poeta italiano (n. 1896)
- 6 giugno - Bill Kotsores, cestista statunitense (n. 1924)
- 6 giugno - Flournoy Miller, comico, attore e commediografo statunitense (n. 1885)
- 6 giugno - Roberto Viau, cestista argentino (n. 1931)
- 6 giugno - Edward Andrade, fisico inglese (n. 1887)
- 7 giugno - Lauro Amadò, calciatore svizzero (n. 1912)
- 7 giugno - Leo Burnett, pubblicitario statunitense (n. 1891)
- 7 giugno - Alvin Saunders Johnson, economista statunitense (n. 1874)
- 7 giugno - Ben Pollack, batterista e direttore d'orchestra statunitense (n. 1903)
- 8 giugno - Piero Gherardi, architetto, scenografo e costumista italiano (n. 1909)
- 8 giugno - Amedeo Ghidoni, calciatore italiano (n. 1902)
- 8 giugno - Francesco Giunta, politico italiano (n. 1887)
- 8 giugno - Arnoldo Mondadori, editore italiano (n. 1889)
- 9 giugno - Harold Lloyd Jr., attore statunitense (n. 1931)
- 9 giugno - R. R. Winterbotham, scrittore statunitense (n. 1904)
- 10 giugno - Virginia True Boardman, attrice statunitense (n. 1889)
- 10 giugno - Massimo Del Fante, politico e imprenditore italiano (n. 1894)
- 10 giugno - Michael Rennie, attore britannico (n. 1909)
- 11 giugno - John W. Campbell, autore di fantascienza e curatore editoriale statunitense (n. 1910)
- 11 giugno - Jules Dewaquez, calciatore francese (n. 1899)
- 11 giugno - Pietro Quaroni, diplomatico italiano (n. 1898)
- 12 giugno - Hans Joachim von Mellenthin, militare tedesco (n. 1887)
- 13 giugno - Richmond Landon, altista statunitense (n. 1898)
- 13 giugno - James McDonald, fisico statunitense (n. 1920)
- 13 giugno - Máiréad Ní Ghráda, drammaturga e poetessa irlandese (n. 1896)
- 13 giugno - Mafalda Salvatini, soprano italiano (n. 1886)
- 14 giugno - Ado Furlan, scultore italiano (n. 1905)
- 14 giugno - Carlos P. Garcia, politico e poeta filippino (n. 1896)
- 14 giugno - Ernesto Enrico di Sassonia, nobile tedesco (n. 1896)
- 15 giugno - Tonny van Leeuwen, calciatore olandese (n. 1943)
- 15 giugno - Hillel Oppenheimer, botanico e agronomo israeliano (n. 1899)
- 15 giugno - Wendell Meredith Stanley, biochimico statunitense (n. 1904)
- 15 giugno - Tom Thould, pallanuotista britannico (n. 1886)
- 16 giugno - Domenico Coggiola, politico italiano (n. 1894)
- 16 giugno - Arcangelo Florena, politico italiano (n. 1892)
- 16 giugno - Italo Oxilia, antifascista italiano (n. 1887)
- 16 giugno - Ellaline Terriss, attrice inglese (n. 1872)
- 17 giugno - Arif Heralić, operaio jugoslavo (n. 1922)
- 18 giugno - Gastone Baldi, calciatore e allenatore di calcio italiano (n. 1901)
- 18 giugno - Pedro Casella, calciatore uruguaiano (n. 1898)
- 18 giugno - Thomas Gomez, attore statunitense (n. 1905)
- 18 giugno - Libby Holman, cantante e attrice statunitense (n. 1904)
- 18 giugno - Paul Karrer, chimico svizzero (n. 1889)
- 18 giugno - Francesco Moranino, partigiano e politico italiano (n. 1920)
- 19 giugno - Garfield Wood, inventore, imprenditore e pilota motonautico statunitense (n. 1880)
- 21 giugno - Aleksej Michajlovič Isaev, ingegnere sovietico (n. 1908)
- 21 giugno - Antoine Pol, poeta francese (n. 1888)
- 22 giugno - Ettore Cozzani, scrittore, poeta e editore italiano (n. 1884)
- 22 giugno - Amilcare Savojardo, dirigente sportivo, allenatore di calcio e calciatore italiano (n. 1890)
- 23 giugno - Maria Anna di Braganza, nobile portoghese (n. 1899)
- 23 giugno - Jean Fréville, scrittore e storico francese (n. 1895)
- 24 giugno - Otello Bellei, calciatore italiano (n. 1906)
- 24 giugno - Niek Michel, calciatore olandese (n. 1912)
- 24 giugno - Willard Schrader, ginnasta e multiplista statunitense (n. 1883)
- 24 giugno - Gunnar Sköld, ciclista su strada svedese (n. 1894)
- 25 giugno - Mario Magnozzi, calciatore e allenatore di calcio italiano (n. 1902)
- 25 giugno - Mignon Nevada, soprano britannica (n. 1886)
- 25 giugno - John Boyd Orr, politico e biologo scozzese (n. 1880)
- 26 giugno - Johannes Frießner, generale tedesco (n. 1892)
- 26 giugno - Juan Manén, violinista e compositore spagnolo (n. 1883)
- 26 giugno - Paolo Scheggi, artista italiano (n. 1940)
- 27 giugno - Ermelindo Bonilauri, calciatore e allenatore di calcio italiano (n. 1912)
- 27 giugno - William Elliot, ufficiale inglese (n. 1896)
- 28 giugno - Mario Apollonio, critico letterario, critico teatrale e antifascista italiano (n. 1901)
- 28 giugno - Martin Benka, pittore e illustratore slovacco (n. 1888)
- 28 giugno - Paul Boulet, scrittore e esperantista francese (n. 1884)
- 28 giugno - Camille Clifford, attrice teatrale e modella belga (n. 1885)
- 28 giugno - Wilfrid Le Gros Clark, chirurgo e paleontologo inglese (n. 1895)
- 28 giugno - Piero Portalupi, direttore della fotografia italiano (n. 1913)
- 28 giugno - Hendrik Scherpenhuijzen, schermidore olandese (n. 1882)
- 28 giugno - Franz Stangl, militare austriaco (n. 1908)
- 29 giugno - Néstor Mesta Chaires, tenore messicano (n. 1908)
- 29 giugno - Antonio Muolo, militare italiano (n. 1950)
- 30 giugno - Georgi Asparuhov, calciatore bulgaro (n. 1943)
- 30 giugno - Herbert Biberman, regista, sceneggiatore e produttore cinematografico statunitense (n. 1900)
- 30 giugno - Georgij Timofeevič Dobrovol'skij, cosmonauta sovietico (n. 1928)
- 30 giugno - Alberto Ghilardi, pistard e ciclista su strada italiano (n. 1909)
- 30 giugno - Nikola Kotkov, calciatore bulgaro (n. 1938)
- 30 giugno - Viktor Ivanovič Pacaev, cosmonauta sovietico (n. 1933)
- 30 giugno - Giovanni Battista Scapinelli di Leguigno, arcivescovo cattolico e nobile italiano (n. 1908)
- 30 giugno - Vladislav Nikolaevič Volkov, cosmonauta sovietico (n. 1935)

## Luglio(80)
- 1º luglio - William Lawrence Bragg, fisico e cristallografo britannico (n. 1890)
- 1º luglio - Vittoria Cocito, pittrice e illustratrice italiana (n. 1891)
- 1º luglio - Tenen Holtz, attore russo (n. 1887)
- 1º luglio - Gustaf Johansson, hockeista su ghiaccio svedese (n. 1900)
- 1º luglio - Arnaldo Ranaldi, politico italiano (n. 1890)
- 2 luglio - Barbara Leonard, attrice statunitense (n. 1908)
- 2 luglio - Paul Maltby, ufficiale britannico (n. 1892)
- 3 luglio - Salaad Gabeyre Kediye, rivoluzionario, politico e generale somalo (n. 1933)
- 3 luglio - Jim Morrison, cantautore e poeta statunitense (n. 1943)
- 4 luglio - Maurice Bowra, critico letterario e filologo inglese (n. 1898)
- 4 luglio - Ernesto Cucchiaroni, calciatore argentino (n. 1927)
- 4 luglio - August Derleth, scrittore statunitense (n. 1909)
- 4 luglio - Enzo Domestico Kabregu, pittore italiano (n. 1906)
- 4 luglio - Thomas C. Hart, ammiraglio statunitense (n. 1877)
- 4 luglio - Károly Weichelt, calciatore rumeno (n. 1906)
- 5 luglio - Earl Foster Thomson, cavaliere statunitense (n. 1900)
- 6 luglio - Roger Adams, chimico statunitense (n. 1889)
- 6 luglio - Louis Armstrong, trombettista, cantante e attore statunitense (n. 1901)
- 6 luglio - Panfilo Gentile, giornalista, scrittore e politico italiano (n. 1889)
- 6 luglio - Mestre Irineu, religioso brasiliano (n. 1892)
- 6 luglio - Ciro Verratti, schermidore e giornalista italiano (n. 1907)
- 7 luglio - Otto Authén, ginnasta norvegese (n. 1886)
- 7 luglio - Ub Iwerks, animatore, fumettista e effettista statunitense (n. 1901)
- 8 luglio - Kurt Reidemeister, matematico tedesco (n. 1893)
- 9 luglio - Walter Cerrini, generale italiano (n. 1899)
- 10 luglio - Ahmed Bahnini, politico marocchino (n. 1909)
- 10 luglio - Charles Heine, calciatore francese (n. 1920)
- 11 luglio - Laurent Dauthuille, pugile francese (n. 1924)
- 11 luglio - Talitha Getty, attrice e modella olandese (n. 1940)
- 11 luglio - Pedro Rodríguez de la Vega, pilota automobilistico messicano (n. 1940)
- 11 luglio - Frank Rosenblatt, psicologo statunitense (n. 1928)
- 11 luglio - Bill Sattler, cestista statunitense (n. 1916)
- 11 luglio - Rodolfo Terlizzi, schermidore italiano (n. 1896)
- 11 luglio - Cristoforo Arduino Terzi, vescovo cattolico italiano (n. 1884)
- 11 luglio - Carleton G. Young, attore statunitense (n. 1907)
- 12 luglio - Cletus Andersson, pallanuotista svedese (n. 1893)
- 13 luglio - Harry Dénis, calciatore olandese (n. 1896)
- 13 luglio - Jacques Leclercq, politico, teologo e sociologo belga (n. 1891)
- 13 luglio - Francesco Giuseppe di Thurn und Taxis, principe (n. 1893)
- 14 luglio - Ermilo Abreu Gómez, scrittore messicano (n. 1894)
- 14 luglio - Sven Hansson, fondista svedese (n. 1912)
- 14 luglio - Antonio Simon Mossa, architetto, politico e giornalista italiano (n. 1916)
- 15 luglio - Alfio Fallica, architetto e scultore italiano (n. 1898)
- 15 luglio - Ester Pastorello, bibliotecaria italiana (n. 1884)
- 15 luglio - Romeu, calciatore brasiliano (n. 1911)
- 15 luglio - Petra Schelm, terrorista tedesca (n. 1950)
- 15 luglio - Bill Thompson, attore e doppiatore statunitense (n. 1913)
- 16 luglio - Mak Dizdar, poeta jugoslavo (n. 1917)
- 17 luglio - Cliff Edwards, attore, cantante e doppiatore statunitense (n. 1895)
- 17 luglio - Frank Jerwood, canottiere britannico (n. 1885)
- 17 luglio - Gerald Nye, politico statunitense (n. 1892)
- 18 luglio - Julia Cæsar, attrice svedese (n. 1885)
- 18 luglio - Giulio Sarrocchi, schermidore italiano (n. 1887)
- 19 luglio - John Jacob Astor, tennista britannico (n. 1886)
- 19 luglio - Max Hermann Maxy, pittore e scenografo rumeno (n. 1895)
- 19 luglio - Harry Hill, ammiraglio statunitense (n. 1890)
- 20 luglio - Jaime Chavín, calciatore argentino (n. 1899)
- 20 luglio - Olaf Ingebrigtsen, ginnasta norvegese (n. 1892)
- 21 luglio - Bob Fullam, calciatore e allenatore di calcio irlandese (n. 1895)
- 21 luglio - Yrjö Väisälä, astronomo, fisico e esperantista finlandese (n. 1891)
- 23 luglio - Van Heflin, attore statunitense (n. 1908)
- 23 luglio - William Tubman, politico liberiano (n. 1895)
- 24 luglio - Christl Mardayn, soprano e attrice austriaca (n. 1896)
- 26 luglio - Diane Arbus, fotografa statunitense (n. 1923)
- 26 luglio - Edith Clements, botanica statunitense (n. 1877)
- 26 luglio - Alfredo Schiaffini, filologo e linguista italiano (n. 1895)
- 27 luglio - Carlo Curcio, giornalista e storico italiano (n. 1898)
- 27 luglio - Elvira Fabbri Pitteri, pittrice italiana (n. 1896)
- 27 luglio - Bernhard Paumgartner, direttore d'orchestra, compositore e musicologo austriaco (n. 1887)
- 27 luglio - Charlie Tully, calciatore e allenatore di calcio nordirlandese (n. 1924)
- 28 luglio - Abdel Khaliq Mahjub, politico sudanese (n. 1927)
- 28 luglio - Karl Vladar, calciatore austriaco (n. 1887)
- 29 luglio - Pasquale Frustaci, compositore e direttore d'orchestra italiano (n. 1901)
- 29 luglio - Vitaliano Marchini, scultore e docente italiano (n. 1888)
- 29 luglio - Eva Tea, storica dell'arte e archeologa italiana (n. 1886)
- 29 luglio - Dario Wolf, pittore e incisore italiano (n. 1901)
- 30 luglio - Gino Borsato, pittore italiano (n. 1905)
- 30 luglio - Cesare Casirago, calciatore italiano (n. 1909)
- 30 luglio - Joe Colombo, designer e architetto italiano (n. 1930)
- 31 luglio - Erwin Keller, hockeista su prato tedesco (n. 1905)

## Agosto(94)
- 1º agosto - August Oberhauser, calciatore svizzero (n. 1895)
- 1º agosto - Paul Sawtell, compositore polacco (n. 1906)
- 2 agosto - Ludwig Marcuse, filosofo tedesco (n. 1894)
- 3 agosto - Ernst Eklund, attore, commediografo e regista cinematografico svedese (n. 1882)
- 3 agosto - Azriel Luboshitz, cestista israeliano (n. 1935)
- 4 agosto - Georg Maurer, poeta e saggista tedesco (n. 1907)
- 5 agosto - Ber Groosjohan, calciatore olandese (n. 1897)
- 5 agosto - Georg Jauer, generale tedesco (n. 1896)
- 5 agosto - Zdzisław Kasprzak, cestista polacco (n. 1910)
- 5 agosto - Sergio Morgana, magistrato, politico e avvocato italiano (n. 1907)
- 6 agosto - Gualtiero Adami, ingegnere e funzionario italiano (n. 1878)
- 6 agosto - Fausto Cleva, direttore d'orchestra italiano (n. 1902)
- 6 agosto - Jennison Heaton, bobbista e skeletonista statunitense (n. 1904)
- 6 agosto - Günther Rittau, direttore della fotografia e regista tedesco (n. 1893)
- 6 agosto - Claudio Rivera Macías, generale spagnolo (n. 1893)
- 7 agosto - Enrico Pancera, scultore italiano (n. 1882)
- 7 agosto - Enno von Rintelen, generale tedesco (n. 1891)
- 8 agosto - Joseph Santley, regista, produttore televisivo e sceneggiatore statunitense (n. 1890)
- 8 agosto - Ludovico Spada Veralli Potenziani, nobile e politico italiano (n. 1880)
- 9 agosto - Leslie Kong, produttore discografico giamaicano (n. 1933)
- 9 agosto - Ángel Médici, calciatore argentino (n. 1897)
- 9 agosto - Otto Wagener, militare tedesco (n. 1888)
- 10 agosto - Federico Callori di Vignale, cardinale italiano (n. 1890)
- 10 agosto - Henri Cournollet, giocatore di curling francese (n. 1882)
- 10 agosto - Paolo Galeazzi, vescovo cattolico italiano (n. 1885)
- 10 agosto - Carlo Mazzantini, filosofo italiano (n. 1895)
- 10 agosto - Russell Joseph McVinney, vescovo cattolico statunitense (n. 1898)
- 11 agosto - Mario Bussich, calciatore italiano (n. 1898)
- 11 agosto - John Burton Cleland, patologo e naturalista australiano (n. 1878)
- 11 agosto - Adolfo Giaquinto, magistrato, avvocato e politico italiano (n. 1878)
- 11 agosto - Vladïmïr Lïsïcın, calciatore sovietico (n. 1938)
- 12 agosto - Massinet Sorcinelli, cestista brasiliano (n. 1922)
- 12 agosto - Maria Paola Muzzeddu, religiosa italiana (n. 1913)
- 13 agosto - Walter Owen Bentley, ingegnere e imprenditore inglese (n. 1888)
- 13 agosto - King Curtis, sassofonista statunitense (n. 1934)
- 13 agosto - Jean Dabin, giurista belga (n. 1889)
- 13 agosto - Barry Domvile, ammiraglio britannico (n. 1878)
- 13 agosto - Oscar Verbeeck, calciatore belga (n. 1891)
- 14 agosto - Salvatore Battaglia, filologo, grammatico e critico letterario italiano (n. 1904)
- 14 agosto - Georg von Opel, imprenditore e canottiere tedesco (n. 1912)
- 14 agosto - Pinchi, paroliere italiano (n. 1900)
- 14 agosto - Erminio Spalla, pugile e attore italiano (n. 1897)
- 15 agosto - Paul Lukas, attore ungherese (n. 1894)
- 15 agosto - Walther von Wartburg, linguista, filologo e lessicografo svizzero (n. 1888)
- 16 agosto - Elsie Baker, attrice statunitense (n. 1883)
- 16 agosto - Ferruccio Bruni, mezzofondista italiano (n. 1899)
- 16 agosto - Pio Lava Boccardo, biologo venezuelano (n. 1902)
- 16 agosto - Wilhelm List, generale tedesco (n. 1880)
- 16 agosto - Spyros Skouras, produttore cinematografico greco (n. 1893)
- 17 agosto - Enzo Aita, tenore italiano (n. 1903)
- 17 agosto - Horace McMahon, attore statunitense (n. 1906)
- 17 agosto - Joe Smith, allenatore di calcio e calciatore inglese (n. 1889)
- 18 agosto - Pëtr Grigor'evič Bogatyrëv, etnografo e docente russo (n. 1893)
- 18 agosto - Nello Corti, calciatore italiano (n. 1898)
- 18 agosto - Peter Fleming, scrittore, giornalista e militare britannico (n. 1907)
- 18 agosto - Carl Pedersen, ginnasta danese (n. 1883)
- 18 agosto - Paul Raynal, drammaturgo francese (n. 1885)
- 18 agosto - Renato Spada, aviatore italiano (n. 1894)
- 19 agosto - Mary Browne, tennista statunitense (n. 1891)
- 19 agosto - Domingo Lombardi, arbitro di calcio uruguaiano (n. 1898)
- 20 agosto - Felice Romano, calciatore e allenatore di calcio argentino (n. 1894)
- 21 agosto - Giovanni Acquaviva, pittore italiano (n. 1900)
- 21 agosto - Gianni Bosio, storico, editore e curatore editoriale italiano (n. 1923)
- 21 agosto - George Jackson, attivista statunitense (n. 1941)
- 21 agosto - Gianfilippo Usellini, pittore italiano (n. 1903)
- 22 agosto - Birger Nerman, archeologo e scrittore svedese (n. 1888)
- 23 agosto - Giuseppe Baccilieri, calciatore italiano (n. 1902)
- 23 agosto - Oliver McGowan, attore statunitense (n. 1907)
- 24 agosto - Carl Blegen, archeologo statunitense (n. 1887)
- 24 agosto - Wallace John Eckert, astronomo statunitense (n. 1902)
- 24 agosto - Luigi Ferrajolo, scienziato e geofisico italiano (n. 1878)
- 24 agosto - Nina Georgievna Kljueva, microbiologa sovietica (n. 1899)
- 24 agosto - Antonio Meli Lupi di Soragna, ufficiale e diplomatico italiano (n. 1885)
- 25 agosto - Leroy Edwards, cestista statunitense (n. 1914)
- 25 agosto - Ted Lewis, musicista e cantante statunitense (n. 1890)
- 26 agosto - Luigi Fogar, arcivescovo cattolico italiano (n. 1882)
- 26 agosto - Gemma Giannini, religiosa italiana (n. 1884)
- 26 agosto - Sabiha Sultan, principessa ottomana (n. 1894)
- 26 agosto - Francesco Santoliquido, compositore italiano (n. 1883)
- 27 agosto - Elio Bertocchi, ciclista su strada italiano (n. 1919)
- 27 agosto - Margaret Bourke-White, fotografa statunitense (n. 1904)
- 27 agosto - Giannino Castiglioni, scultore, pittore e medaglista italiano (n. 1884)
- 27 agosto - Bennett Cerf, scrittore e curatore editoriale statunitense (n. 1898)
- 27 agosto - Lil Hardin Armstrong, pianista e compositrice statunitense (n. 1898)
- 28 agosto - Domenico Albergo, politico italiano (n. 1889)
- 28 agosto - Francis Humphrys, diplomatico inglese (n. 1879)
- 28 agosto - Geoffrey Lawrence, magistrato e nobile britannico (n. 1880)
- 28 agosto - Dezső Szentgyörgyi, militare e aviatore ungherese (n. 1915)
- 29 agosto - Giulio Krall, ingegnere e matematico italiano (n. 1901)
- 29 agosto - Leopold e Loeb, criminale statunitense (n. 1904)
- 29 agosto - Viktors Vizla, calciatore lettone (n. 1910)
- 29 agosto - William Wadsworth, canottiere canadese (n. 1875)
- 30 agosto - Louis Armand, ingegnere francese (n. 1905)
- 30 agosto - Biagio Mercadante, pittore italiano (n. 1892)

## Settembre(95)
- 1º settembre - Dezider Milly, pittore e grafico slovacco (n. 1906)
- 2 settembre - Mario Frosali, triplista e lunghista italiano (n. 1912)
- 2 settembre - Johannes Hessen, presbitero, filosofo e teologo tedesco (n. 1889)
- 2 settembre - Theodor Lohrmann, calciatore tedesco (n. 1898)
- 2 settembre - Henrik Robert, velista norvegese (n. 1887)
- 2 settembre - Federico Valli, editore e produttore cinematografico italiano (n. 1906)
- 3 settembre - Roundell Palmer, III conte di Selborne, politico inglese (n. 1887)
- 3 settembre - Immacolata d'Asburgo-Lorena, principessa austriaca (n. 1892)
- 4 settembre - Niccolò Gallo, critico letterario e curatore editoriale italiano (n. 1912)
- 5 settembre - Gaetano Baldacci, giornalista e editore italiano (n. 1911)
- 5 settembre - Ed Gordon, lunghista statunitense (n. 1908)
- 5 settembre - Arrigo Tessari, aviatore e generale italiano (n. 1897)
- 5 settembre - George Trafton, giocatore di football americano e pugile statunitense (n. 1896)
- 6 settembre - Phil Edwards, velocista, mezzofondista e medico canadese (n. 1907)
- 6 settembre - Giovanni Maresca Donnorso di Serracapriola, militare, politico e imprenditore italiano (n. 1893)
- 6 settembre - Elody Oblath, scrittrice italiana (n. 1889)
- 6 settembre - Ezequiel Padilla Peñaloza, politico, diplomatico e avvocato messicano (n. 1890)
- 7 settembre - Spring Byington, attrice statunitense (n. 1886)
- 7 settembre - Albert Caraco, filosofo e scrittore uruguaiano (n. 1919)
- 7 settembre - Henrik Stefán, pittore ungherese (n. 1896)
- 7 settembre - Ludwig Suthaus, tenore tedesco (n. 1906)
- 8 settembre - Emmett Toppino, velocista statunitense (n. 1909)
- 9 settembre - Sante Ancherani, calciatore, allenatore di calcio e dirigente sportivo italiano (n. 1882)
- 9 settembre - Guido Andloviz, designer, ceramista e architetto italiano (n. 1900)
- 9 settembre - Pat Glover, calciatore gallese (n. 1910)
- 9 settembre - Rebo Rigotti, genetista e agronomo italiano (n. 1891)
- 9 settembre - Filippo Sacchi, giornalista, scrittore e critico cinematografico italiano (n. 1887)
- 10 settembre - Hélio Marques Pereira, cestista brasiliano (n. 1925)
- 10 settembre - Anna Maria Pierangeli, attrice italiana (n. 1932)
- 10 settembre - Roland de Vaux, archeologo e traduttore francese (n. 1903)
- 11 settembre - Emilio Agradi, calciatore e allenatore di calcio italiano (n. 1895)
- 11 settembre - Nikita Sergeevič Chruščëv, politico e militare sovietico (n. 1894)
- 11 settembre - Bella Darvi, attrice polacca (n. 1928)
- 11 settembre - Percy Helton, attore statunitense (n. 1894)
- 12 settembre - Ferruccio Castiglioni, scacchista italiano (n. 1921)
- 12 settembre - Walter Egan, golfista statunitense (n. 1881)
- 12 settembre - Carlo Foà, fisiologo e patologo italiano (n. 1880)
- 12 settembre - Elinor Kershaw, attrice statunitense (n. 1884)
- 12 settembre - Edgar Wind, storico dell'arte tedesco (n. 1900)
- 13 settembre - Lin Biao, generale, politico e scrittore cinese (n. 1907)
- 13 settembre - Leda Rafanelli, politica, anarchica e scrittrice italiana (n. 1880)
- 14 settembre - Giuseppe Castelli, calciatore italiano (n. 1919)
- 14 settembre - Manuel Cisneros, avvocato, giornalista e politico peruviano (n. 1907)
- 14 settembre - Harald Lander, ballerino, coreografo e direttore artistico danese (n. 1905)
- 14 settembre - Alessandro Ravelli, compositore e musicista italiano (n. 1880)
- 15 settembre - John Desmond Bernal, fisico e biologo britannico (n. 1901)
- 15 settembre - Leo Dannin, calciatore danese (n. 1898)
- 15 settembre - Umberto Malvano, calciatore, arbitro di calcio e dirigente sportivo italiano (n. 1884)
- 15 settembre - Duncan Mansfield, montatore statunitense (n. 1897)
- 15 settembre - Gabriele Pepe, storico italiano (n. 1899)
- 15 settembre - Guido Russo Perez, politico italiano (n. 1885)
- 16 settembre - Betty Boyd, attrice statunitense (n. 1908)
- 16 settembre - Lev Korčebokov, allenatore di calcio e calciatore sovietico (n. 1907)
- 16 settembre - Agnes Meyer Driscoll, crittografa statunitense (n. 1889)
- 16 settembre - Eric Miéville, diplomatico inglese (n. 1896)
- 16 settembre - Ralph Moody, attore statunitense (n. 1886)
- 17 settembre - Auguste Castille, ginnasta francese (n. 1883)
- 17 settembre - Oszkár Kálmán, basso ungherese (n. 1887)
- 17 settembre - Letterio La Spada, politico e medico italiano (n. 1911)
- 17 settembre - Germain M'ba, diplomatico e politico gabonese (n. 1932)
- 17 settembre - James Plumeri, mafioso italiano (n. 1903)
- 17 settembre - Oscar Uccelli, politico italiano (n. 1894)
- 19 settembre - William Albright, archeologo e linguista statunitense (n. 1891)
- 20 settembre - Luigi Carbonari, politico italiano (n. 1880)
- 20 settembre - Wallace Osgood Fenn, fisiologo statunitense (n. 1893)
- 20 settembre - Jindřich Kakos, schermidore cecoslovacco (n. 1912)
- 20 settembre - Leonardo Motzo, generale italiano (n. 1895)
- 20 settembre - Giorgos Seferis, poeta, saggista e diplomatico greco (n. 1900)
- 20 settembre - James Westerfield, attore statunitense (n. 1913)
- 21 settembre - Corrado Grazzini, esperantista italiano (n. 1883)
- 21 settembre - Bernardo Alberto Houssay, medico e fisiologo argentino (n. 1887)
- 21 settembre - Kōichi Kudō, allenatore di calcio e calciatore giapponese (n. 1909)
- 21 settembre - Luciano Morpurgo, fotografo, editore e scrittore italiano (n. 1886)
- 21 settembre - Guglielmo Nasi, generale e politico italiano (n. 1879)
- 22 settembre - Raffaele Pelligra, generale italiano (n. 1888)
- 22 settembre - Carlo Piccardi, calciatore italiano (n. 1919)
- 23 settembre - James Waddell Alexander, matematico statunitense (n. 1888)
- 23 settembre - Billy Gilbert, attore e comico statunitense (n. 1894)
- 23 settembre - Ildefonso Rea, vescovo cattolico e abate italiano (n. 1896)
- 24 settembre - Schlitzie, showman e attore statunitense (n. 1901)
- 25 settembre - Hugo Black, politico e magistrato statunitense (n. 1886)
- 25 settembre - Emil Hansen, calciatore norvegese (n. 1893)
- 25 settembre - Joseph Musch, calciatore belga (n. 1893)
- 25 settembre - Jan Palouš, hockeista su ghiaccio ceco (n. 1888)
- 26 settembre - Stan Earle, calciatore inglese (n. 1897)
- 26 settembre - Lawrence Henry Gipson, storico statunitense (n. 1880)
- 26 settembre - Robert Saundby, generale e aviatore inglese (n. 1886)
- 26 settembre - Edward Ward, compositore statunitense (n. 1900)
- 27 settembre - José Joaquín Araiza, scacchista messicano (n. 1900)
- 27 settembre - Hermann Ehrhardt, militare e terrorista tedesco (n. 1881)
- 28 settembre - Vasilij Butusov, calciatore russo (n. 1892)
- 28 settembre - Enrique Santos Montejo, giornalista colombiano (n. 1886)
- 29 settembre - Miguel Ángel Builes Gómez, vescovo cattolico colombiano (n. 1888)
- 29 settembre - François Claessens, ginnasta belga (n. 1897)
- 30 settembre - Frithjof Skonnord, calciatore norvegese (n. 1887)

## Ottobre(97)
- 1º ottobre - Miangul Abdul Wadud, principe indiano (n. 1881)
- 1º ottobre - Giuseppe Tonani, sollevatore e tiratore di fune italiano (n. 1890)
- 1º ottobre - Gioacchino Volpe, storico e politico italiano (n. 1876)
- 2 ottobre - Jenő Erdélyi, schermidore ungherese (n. 1881)
- 2 ottobre - Richard Jackson, ammiraglio statunitense (n. 1866)
- 3 ottobre - Leah Baird, attrice e sceneggiatrice statunitense (n. 1883)
- 3 ottobre - Aldo Castellani, medico e batteriologo italiano (n. 1874)
- 3 ottobre - Lester Germer, fisico statunitense (n. 1896)
- 3 ottobre - Adelaide d'Asburgo-Lorena, principessa austriaca (n. 1914)
- 3 ottobre - Seán Ó Riada, compositore e direttore d'orchestra irlandese (n. 1931)
- 4 ottobre - Alberto Fermín Zubiría, politico uruguaiano (n. 1901)
- 4 ottobre - Saulo Haarla, attore finlandese (n. 1930)
- 5 ottobre - Ahmet Bilek, lottatore turco (n. 1932)
- 5 ottobre - Giuseppe Fiocco, storico dell'arte e critico d'arte italiano (n. 1884)
- 5 ottobre - Ángel Romo, allenatore di calcio spagnolo (n. 1896)
- 5 ottobre - Vincenzo Visceglia, editore italiano (n. 1903)
- 6 ottobre - Stan McMeekan, cestista britannico (n. 1925)
- 6 ottobre - Viliam Široký, politico cecoslovacco (n. 1902)
- 7 ottobre - Jimmy Gallagher, calciatore scozzese (n. 1901)
- 8 ottobre - Nigel Barrie, attore britannico (n. 1889)
- 8 ottobre - Felix Manthey, ciclista su strada tedesco (n. 1898)
- 8 ottobre - Jan Posteiner, calciatore ungherese (n. 1897)
- 8 ottobre - Harry Steel, lottatore statunitense (n. 1899)
- 8 ottobre - Ramón Villeda Morales, politico honduregno (n. 1908)
- 9 ottobre - David Dawnay, generale inglese (n. 1903)
- 9 ottobre - Leone Gerlin, calciatore italiano (n. 1920)
- 9 ottobre - Angelo Sullam, giurista e attivista italiano (n. 1881)
- 10 ottobre - Christopher Dark, attore statunitense (n. 1920)
- 10 ottobre - Ebe De Paulis, cantante e attrice italiana (n. 1915)
- 11 ottobre - Chester Conklin, attore statunitense (n. 1886)
- 11 ottobre - Maria de Maria, scrittrice e poetessa italiana (n. 1918)
- 11 ottobre - Lewis B. Puller, generale statunitense (n. 1898)
- 11 ottobre - Rudolf Wittkower, storico dell'architettura, storico dell'arte e saggista tedesco (n. 1901)
- 12 ottobre - Dean Acheson, politico statunitense (n. 1893)
- 12 ottobre - Paul Vasseur, pallanuotista e nuotatore francese (n. 1884)
- 12 ottobre - Gene Vincent, cantante e musicista statunitense (n. 1935)
- 13 ottobre - Antonio Bertoli, calciatore e allenatore di calcio italiano (n. 1917)
- 13 ottobre - Philip Fleming, canottiere britannico (n. 1889)
- 13 ottobre - Kemp Malone, storico e filologo statunitense (n. 1889)
- 13 ottobre - Joe Sullivan, pianista e compositore statunitense (n. 1906)
- 13 ottobre - Renato Sacerdoti, dirigente sportivo italiano (n. 1891)
- 14 ottobre - Gioacchino Angelo, compositore e direttore d'orchestra italiano (n. 1899)
- 14 ottobre - Samuel Spewack, drammaturgo, librettista e sceneggiatore russo (n. 1899)
- 15 ottobre - Robert Accard, calciatore francese (n. 1897)
- 15 ottobre - Giovanni Galati, ammiraglio italiano (n. 1897)
- 15 ottobre - Albino Pighi, discobolo e pesista italiano (n. 1903)
- 15 ottobre - Bruno Villabruna, avvocato e politico italiano (n. 1884)
- 16 ottobre - Jules Humbert-Droz, politico, scrittore e giornalista svizzero (n. 1891)
- 16 ottobre - Emilio Pettoruti, pittore argentino (n. 1892)
- 16 ottobre - Róbert Winkler, allenatore di calcio e calciatore ungherese (n. 1900)
- 17 ottobre - Charles Renaux, calciatore francese (n. 1884)
- 17 ottobre - Gaetano Rubinelli, ingegnere italiano (n. 1886)
- 18 ottobre - Aldo Andreani, architetto e scultore italiano (n. 1887)
- 18 ottobre - Oreste Gris, partigiano italiano (n. 1903)
- 18 ottobre - Attilio Masarati, ciclista su strada italiano (n. 1911)
- 19 ottobre - Betty Bronson, attrice statunitense (n. 1906)
- 19 ottobre - Alberto Pirelli, dirigente d'azienda e imprenditore italiano (n. 1882)
- 20 ottobre - Vittorio Ambrosini, militare e giornalista italiano (n. 1893)
- 20 ottobre - Elio Ballesi, politico italiano (n. 1920)
- 20 ottobre - Arthur Mandler, compositore di scacchi cecoslovacco (n. 1891)
- 20 ottobre - Nelson Russell, militare britannico (n. 1897)
- 21 ottobre - Samuel G.F. Brandon, biblista e presbitero britannico (n. 1907)
- 21 ottobre - Josif Cankov, musicista, cestista e allenatore di pallacanestro bulgaro (n. 1911)
- 21 ottobre - Étienne Gailly, maratoneta belga (n. 1922)
- 21 ottobre - Raymond Hatton, attore statunitense (n. 1887)
- 21 ottobre - Naoya Shiga, scrittore giapponese (n. 1883)
- 22 ottobre - Werner Dubois, militare tedesco (n. 1913)
- 22 ottobre - Hamilton Alexander Rosskeen Gibb, orientalista e arabista scozzese (n. 1895)
- 22 ottobre - Viktor Havlicek, allenatore di calcio e calciatore austriaco (n. 1914)
- 22 ottobre - József Szerencsés, schermidore ungherese (n. 1934)
- 24 ottobre - Enrico Bianchini, ingegnere italiano (n. 1903)
- 24 ottobre - Chuck Hughes, giocatore di football americano statunitense (n. 1943)
- 24 ottobre - Francesco Napolitano, politico italiano (n. 1907)
- 24 ottobre - Jo Siffert, pilota motociclistico e pilota automobilistico svizzero (n. 1936)
- 24 ottobre - Albino Uggè, statistico italiano (n. 1899)
- 25 ottobre - Michail Kuz'mič Jangel', ingegnere sovietico (n. 1911)
- 25 ottobre - Paul Terry, produttore cinematografico, regista e sceneggiatore statunitense (n. 1887)
- 25 ottobre - Philip Wylie, scrittore e saggista statunitense (n. 1902)
- 26 ottobre - Gian Claudio Gherardini, generale italiano (n. 1895)
- 26 ottobre - Robert Gordon, attore statunitense (n. 1895)
- 27 ottobre - Linda Pini, attrice italiana (n. 1896)
- 27 ottobre - Federico Zardi, drammaturgo, sceneggiatore e giornalista italiano (n. 1912)
- 28 ottobre - Leon Gauchat, cestista statunitense (n. 1921)
- 28 ottobre - Umberto Nordio, architetto italiano (n. 1891)
- 29 ottobre - Duane Allman, chitarrista e cantante statunitense (n. 1946)
- 29 ottobre - Arne Tiselius, biochimico svedese (n. 1902)
- 29 ottobre - Maria Bianca Viviani della Robbia, scrittrice, imprenditrice e filantropa italiana (n. 1884)
- 30 ottobre - Osvald Chlubna, compositore ceco (n. 1893)
- 30 ottobre - Mack Ray Edwards, serial killer statunitense (n. 1918)
- 30 ottobre - Ol'ga Ivanovna Preobraženskaja, attrice e regista sovietica (n. 1881)
- 30 ottobre - Andrej Petrovič Tutyškin, regista cinematografico e attore sovietico (n. 1910)
- 30 ottobre - Gianni Widmer, pioniere dell'aviazione austro-ungarico (n. 1892)
- 31 ottobre - Ugo Levi, linguista e musicista italiano (n. 1878)
- 31 ottobre - Gerhard von Rad, teologo tedesco (n. 1901)
- 31 ottobre - Hans Rheinfelder, filologo, linguista e critico letterario tedesco (n. 1898)
- 31 ottobre - Pal Szabó, scrittore ungherese (n. 1893)
- 31 ottobre - Aleksandr Nikolaevič Zajcev, scacchista sovietico (n. 1935)

## Novembre(100)
- 1º novembre - Mauritz Andersson, lottatore svedese (n. 1886)
- 1º novembre - Gertrud von Le Fort, scrittrice tedesca (n. 1876)
- 1º novembre - Michail Il'ič Romm, regista, sceneggiatore e docente sovietico (n. 1901)
- 1º novembre - Leonard Jimmie Savage, matematico e statistico statunitense (n. 1917)
- 1º novembre - Jadwiga Smosarska, attrice polacca (n. 1898)
- 2 novembre - Hjalmar Andersson, mezzofondista svedese (n. 1889)
- 2 novembre - Sreten Dragojlović, cestista e allenatore di pallacanestro jugoslavo (n. 1938)
- 2 novembre - Ted Frazier, hockeista su ghiaccio statunitense (n. 1907)
- 2 novembre - Gary McFarland, compositore, arrangiatore e vibrafonista statunitense (n. 1933)
- 2 novembre - Amedeo Mecozzi, generale e aviatore italiano (n. 1892)
- 2 novembre - Robert Mensah, calciatore ghanese (n. 1942)
- 2 novembre - Georg Schurhammer, missionario tedesco (n. 1882)
- 2 novembre - Jakob Ukmar, presbitero e teologo italiano (n. 1878)
- 2 novembre - Martha Vickers, attrice statunitense (n. 1925)
- 3 novembre - Thawi Bunyaket, politico thailandese (n. 1904)
- 3 novembre - Felice Trojani, ufficiale, ingegnere e esploratore italiano (n. 1897)
- 4 novembre - Guillermo León Valencia, politico colombiano (n. 1909)
- 4 novembre - Rio Nobile, attore tedesco (n. 1897)
- 4 novembre - Ann Pennington, ballerina e attrice statunitense (n. 1893)
- 4 novembre - Mario Manlio Rossi, filosofo e anglista italiano (n. 1895)
- 5 novembre - Gaetano Messina, avvocato e politico italiano (n. 1901)
- 5 novembre - Luigi Tasselli, pistard e ciclista su strada italiano (n. 1901)
- 5 novembre - Jacinto B. Treviño, generale e politico messicano (n. 1883)
- 6 novembre - Spessard Holland, politico e avvocato statunitense (n. 1892)
- 6 novembre - Giovanni Tanasco, politico e antifascista italiano (n. 1889)
- 7 novembre - Ranieri Piccolomini Clementini Adami, militare e aviatore italiano (n. 1912)
- 8 novembre - Francesco Libonati, avvocato e politico italiano (n. 1899)
- 9 novembre - Maude Fealy, attrice statunitense (n. 1883)
- 9 novembre - Federico di Schwarzburg, nobile tedesco (n. 1901)
- 9 novembre - Jean Lacroix, schermidore francese (n. 1884)
- 9 novembre - Péter Szondi, critico letterario e filologo ungherese (n. 1929)
- 9 novembre - Paolo Toffanin, avvocato italiano (n. 1890)
- 10 novembre - Benedetto Lonza, archeologo e storico dell'arte italiano (n. 1904)
- 10 novembre - Walter Van Tilburg Clark, scrittore e poeta statunitense (n. 1909)
- 11 novembre - Sylvia Leonora Brett, nobile inglese (n. 1885)
- 11 novembre - Conrad Hommel, pittore tedesco (n. 1883)
- 13 novembre - Carmelina Naselli, letterata, etnologa e bibliotecaria italiana (n. 1894)
- 14 novembre - Luciano Bianciardi, scrittore, giornalista e traduttore italiano (n. 1922)
- 14 novembre - Virgilio Chiesa, insegnante e storico svizzero (n. 1888)
- 14 novembre - Ferdinand Heim, generale tedesco (n. 1895)
- 14 novembre - Paul Klinger, attore e doppiatore tedesco (n. 1907)
- 14 novembre - Hanna Neumann, matematica tedesca (n. 1914)
- 14 novembre - Raffaele Pio Petrilli, politico italiano (n. 1892)
- 14 novembre - Giovanni Salvati, pilota automobilistico italiano (n. 1941)
- 15 novembre - Rudol'f Abel', agente segreto sovietico (n. 1903)
- 15 novembre - Aldo Bardelli, giornalista e dirigente sportivo italiano (n. 1912)
- 15 novembre - Gustaaf Boesman, calciatore belga (n. 1899)
- 16 novembre - Lucien Chopard, entomologo francese (n. 1885)
- 16 novembre - Bruno Cicognani, scrittore e drammaturgo italiano (n. 1879)
- 16 novembre - William Culbertson III, biblista e vescovo anglicano statunitense (n. 1905)
- 16 novembre - Giuseppe Magliano, politico e avvocato italiano (n. 1883)
- 16 novembre - Stratos Pagioumtzis, cantante greco (n. 1904)
- 16 novembre - Edie Sedgwick, modella e attrice statunitense (n. 1943)
- 16 novembre - Arne Tollbom, schermidore svedese (n. 1911)
- 17 novembre - Debaki Bose, regista, sceneggiatore e attore indiano (n. 1898)
- 17 novembre - Gladys Cooper, attrice britannica (n. 1888)
- 17 novembre - Bortolo Eugenio Fina, politico italiano (n. 1896)
- 17 novembre - Leslie Godfree, tennista britannico (n. 1885)
- 17 novembre - Jean-François Jannekeyn, aviatore, generale e politico francese (n. 1892)
- 17 novembre - Fania Marinoff, attrice russa (n. 1890)
- 18 novembre - Piero Brandimarte, militare italiano (n. 1893)
- 18 novembre - Giannino Caria, militare italiano (n. 1945)
- 19 novembre - Secondo Casadei, violinista, compositore e arrangiatore italiano (n. 1906)
- 19 novembre - Helge Larsson, canoista svedese (n. 1916)
- 19 novembre - Tommaso Spasari, avvocato e politico italiano (n. 1900)
- 20 novembre - Giuseppe Gilera, imprenditore italiano (n. 1887)
- 20 novembre - Wilhelm Schmid, pittore svizzero (n. 1892)
- 21 novembre - Cesare Degli Occhi, avvocato e politico italiano (n. 1893)
- 21 novembre - Eden Fumagalli, imprenditore italiano (n. 1891)
- 21 novembre - Josef Košťálek, calciatore cecoslovacco (n. 1909)
- 21 novembre - Franco Schirato, attore e direttore del doppiaggio italiano (n. 1893)
- 22 novembre - Georges Aubé, aviatore e generale francese (n. 1884)
- 22 novembre - Zez Confrey, pianista e compositore statunitense (n. 1895)
- 22 novembre - Karl Faulenbach, generale tedesco (n. 1893)
- 22 novembre - Walter Sande, attore statunitense (n. 1906)
- 22 novembre - József Zakariás, allenatore di calcio e calciatore ungherese (n. 1924)
- 23 novembre - Emilio Battisti, generale italiano (n. 1889)
- 23 novembre - Ryūnosuke Kusaka, ammiraglio giapponese (n. 1893)
- 24 novembre - Ottorino Barassi, dirigente sportivo italiano (n. 1898)
- 24 novembre - Raffaello Russo Spena, politico e avvocato italiano (n. 1910)
- 25 novembre - Oreste Biancoli, sceneggiatore, regista e commediografo italiano (n. 1897)
- 25 novembre - Audrey Emery, nobile (n. 1904)
- 25 novembre - Achille Landini, aviatore italiano (n. 1890)
- 25 novembre - Hank Mann, attore statunitense (n. 1887)
- 25 novembre - Leonard Warren Murray, ammiraglio canadese (n. 1896)
- 26 novembre - Joe Adonis, mafioso italiano (n. 1902)
- 26 novembre - Giacomo Alberione, presbitero e editore italiano (n. 1884)
- 26 novembre - Bengt Ekerot, attore e regista svedese (n. 1920)
- 27 novembre - Edgar Bain, chimico statunitense (n. 1891)
- 27 novembre - Barão de Itararé, giornalista, scrittore e umorista brasiliano (n. 1895)
- 27 novembre - Joe Guyon, giocatore di football americano statunitense (n. 1892)
- 27 novembre - Rudolf Koch-Erpach, generale tedesco (n. 1886)
- 27 novembre - Giovanni Lazanio, architetto italiano (n. 1900)
- 28 novembre - Fernand Wertz, calciatore belga (n. 1894)
- 29 novembre - Edith Bratt, britannica (n. 1889)
- 29 novembre - Lorenzo Gigli, giornalista, critico letterario e traduttore italiano (n. 1889)
- 30 novembre - Salvatore Crippa, ciclista su strada italiano (n. 1914)
- 30 novembre - Johann Josef Demmel, vescovo vetero-cattolico tedesco (n. 1890)
- 30 novembre - Adelfino Mancinelli, sollevatore italiano (n. 1908)
- 30 novembre - Amedeo Trilli, attore italiano (n. 1906)

## Dicembre(93)
- 1º dicembre - Galeazzo Bolzoni, ciclista su strada e pistard italiano (n. 1891)
- 1º dicembre - Claudio Augusto Cavalcabò Fratta, nobile, giornalista e dirigente d'azienda italiano (n. 1882)
- 1º dicembre - Henryk Śniegocki, insegnante polacco (n. 1893)
- 2 dicembre - Anneliese Maier, filosofa tedesca (n. 1905)
- 2 dicembre - Sultanzade Ali Bey, principe ottomano (n. 1921)
- 3 dicembre - Donatella Della Nora, attrice italiana (n. 1935)
- 3 dicembre - Franco Langella, compositore e direttore d'orchestra italiano (n. 1906)
- 3 dicembre - Rafael Rivelles, attore spagnolo (n. 1897)
- 4 dicembre - Bernard Bruyère, egittologo francese (n. 1879)
- 4 dicembre - Al Ferguson, attore e regista irlandese (n. 1888)
- 4 dicembre - Ronald Sydney Nyholm, chimico australiano (n. 1917)
- 5 dicembre - Andrej Andreevič Andreev, rivoluzionario, politico e sindacalista sovietico (n. 1895)
- 5 dicembre - Gajto Gazdanov, scrittore russo (n. 1903)
- 6 dicembre - Matil'da Feliksovna Kšesinskaja, ballerina russa (n. 1872)
- 7 dicembre - Giacomo Fauser, ingegnere e chimico italiano (n. 1892)
- 7 dicembre - Ferdinand Pecora, avvocato e magistrato italiano (n. 1882)
- 7 dicembre - Fernando Quiroga y Palacios, cardinale e arcivescovo cattolico spagnolo (n. 1900)
- 8 dicembre - Marie Collier, soprano australiano (n. 1927)
- 9 dicembre - Ralph Bunche, politologo e diplomatico statunitense (n. 1904)
- 9 dicembre - Giuseppe Carlo Catalano, prefetto e politico italiano (n. 1880)
- 9 dicembre - Mahendra Nath Mulla, militare indiano (n. 1926)
- 9 dicembre - Ira S. Webb, produttore cinematografico, scenografo e sceneggiatore statunitense (n. 1899)
- 10 dicembre - Don Marino Barreto Junior, cantautore e contrabbassista cubano (n. 1925)
- 10 dicembre - Gotthard Heinrici, generale tedesco (n. 1886)
- 11 dicembre - Hans Ebensperger, pittore italiano (n. 1929)
- 11 dicembre - Ines Maria Ferraris, soprano e pianista italiana (n. 1882)
- 11 dicembre - Arnold Perl, regista, sceneggiatore e produttore cinematografico statunitense (n. 1914)
- 11 dicembre - Clemente Tafuri, pittore e illustratore italiano (n. 1903)
- 12 dicembre - Pierre Albrecht, cestista svizzero (n. 1926)
- 12 dicembre - Luigi Castagno, politico e sindacalista italiano (n. 1893)
- 12 dicembre - Max Mell, poeta e drammaturgo austriaco (n. 1882)
- 12 dicembre - Astolfo Moretti, politico italiano (n. 1910)
- 12 dicembre - Alan Morton, calciatore scozzese (n. 1893)
- 12 dicembre - Lina Poletti, scrittrice italiana (n. 1885)
- 12 dicembre - Aharon Reuveni, scrittore israeliano (n. 1886)
- 12 dicembre - David Sarnoff, imprenditore statunitense (n. 1891)
- 12 dicembre - Frank Wolff, attore statunitense (n. 1928)
- 13 dicembre - François Augiéras, scrittore e pittore francese (n. 1925)
- 13 dicembre - Dita Parlo, attrice tedesca (n. 1906)
- 15 dicembre - Paul Lévy, matematico e statistico francese (n. 1886)
- 15 dicembre - Dick Tiger, pugile nigeriano (n. 1929)
- 17 dicembre - Bino Cicogna, produttore cinematografico, sceneggiatore e nobile italiano (n. 1935)
- 17 dicembre - Elemér Szathmáry, nuotatore ungherese (n. 1926)
- 18 dicembre - Bobby Jones, golfista statunitense (n. 1902)
- 18 dicembre - Diana Lynn, attrice e pianista statunitense (n. 1926)
- 18 dicembre - Mauno Tarkiainen, maratoneta finlandese (n. 1904)
- 18 dicembre - Aleksandr Tvardovskij, poeta sovietico (n. 1910)
- 19 dicembre - Jackie Moreland, cestista statunitense (n. 1938)
- 20 dicembre - Amerigo Bartoli Natinguerra, pittore e scrittore italiano (n. 1890)
- 20 dicembre - Roy O. Disney, imprenditore statunitense (n. 1893)
- 20 dicembre - Shigeyoshi Suzuki, allenatore di calcio e calciatore giapponese (n. 1902)
- 21 dicembre - Andreas Fridolin Weis Bentzon, etnomusicologo e antropologo danese (n. 1936)
- 21 dicembre - Teresio Chiodi, calciatore italiano (n. 1912)
- 21 dicembre - Eugen Kling, calciatore tedesco (n. 1899)
- 21 dicembre - Gábor Urbancsik, calciatore e allenatore di calcio ungherese (n. 1907)
- 22 dicembre - Paul Brochart, velocista belga (n. 1899)
- 22 dicembre - Wally Byron, hockeista su ghiaccio canadese (n. 1894)
- 22 dicembre - Austin Clapp, nuotatore e pallanuotista statunitense (n. 1910)
- 22 dicembre - Nunzio Cossu, poeta e scrittore italiano (n. 1915)
- 22 dicembre - Innocente Dugnani, politico italiano (n. 1902)
- 22 dicembre - Telesforo Fini, imprenditore italiano (n. 1888)
- 22 dicembre - Fred Guy, suonatore di banjo e chitarrista statunitense (n. 1897)
- 22 dicembre - Albert Lieven, attore tedesco (n. 1906)
- 22 dicembre - Harry Reynolds, montatore statunitense (n. 1901)
- 23 dicembre - Alberto Ancilotto, regista italiano (n. 1902)
- 23 dicembre - Alessandro Cagno, pilota automobilistico e pioniere dell'aviazione italiano (n. 1883)
- 23 dicembre - Annibale Fada, politico italiano (n. 1926)
- 23 dicembre - Carlo Jachino, compositore italiano (n. 1887)
- 23 dicembre - Livio Lorenzon, attore italiano (n. 1923)
- 24 dicembre - Arturo Checchi, pittore italiano (n. 1886)
- 26 dicembre - Antonio Fois, militare italiano (n. 1953)
- 26 dicembre - Robert Lowery, attore statunitense (n. 1913)
- 26 dicembre - Joseph Helffrich, astronomo tedesco (n. 1890)
- 26 dicembre - Luigi Venerandi, carabiniere italiano (n. 1892)
- 27 dicembre - Al Grygo, giocatore di football americano statunitense (n. 1918)
- 28 dicembre - Nuccia Belletti, attrice italiana (n. 1935)
- 28 dicembre - Antonino De Leo, botanico italiano (n. 1906)
- 28 dicembre - Burt Gillett, regista, animatore e sceneggiatore statunitense (n. 1891)
- 28 dicembre - Albin Skroczyński, generale polacco (n. 1890)
- 28 dicembre - Amedeo Sollazzo, sceneggiatore italiano (n. 1931)
- 28 dicembre - Max Steiner, compositore austriaco (n. 1888)
- 29 dicembre - Alessandro Marco Barnabò, imprenditore italiano (n. 1886)
- 29 dicembre - Luigi Demarchi, calciatore italiano (n. 1910)
- 29 dicembre - Stuart Holmes, attore statunitense (n. 1884)
- 29 dicembre - Dorys Mary Stenton, storica inglese (n. 1894)
- 29 dicembre - Arnaldo Porta, calciatore brasiliano (n. 1896)
- 30 dicembre - Jozef Maria Laurens Theo Cals, politico olandese (n. 1914)
- 30 dicembre - Dorothy Comingore, attrice statunitense (n. 1913)
- 30 dicembre - Vinicio Paladini, architetto e pittore italiano (n. 1902)
- 31 dicembre - Benvenuto Bertoni, funzionario italiano (n. 1889)
- 31 dicembre - Pete Duel, attore statunitense (n. 1940)
- 31 dicembre - Lucien Hubbard, sceneggiatore e produttore cinematografico statunitense (n. 1888)
- 31 dicembre - Marin Sais, attrice statunitense (n. 1890)

## Senza giorno specificato(74)
- Lorenzo Amati, politico italiano (n. 1893)
- Francesco Andriani, avvocato e politico italiano (n. 1895)
- Luciano Antonini, cestista italiano (n. 1906)
- Francesco Bernardelli, saggista e critico teatrale italiano (n. 1894)
- Yoshua Bertonoff, attore israeliano (n. 1879)
- Luigi Bianchi, stilista italiano (n. 1882)
- Alfredo Bonaccorsi, musicologo italiano (n. 1887)
- Jimmy Brain, calciatore e allenatore di calcio inglese (n. 1900)
- Ezelino Briante, pittore italiano (n. 1901)
- Jacobus Albertus Bruwer, astronomo sudafricano (n. 1915)
- Bindo Giacomo Caletti, politico italiano (n. 1881)
- Angelo Ermanno Cammarata, filosofo e giurista italiano (n. 1899)
- Renato Camus, architetto italiano (n. 1891)
- Aurelio Candian, giurista italiano (n. 1890)
- Raffaele Cantoni, antifascista italiano (n. 1896)
- Luis Abad Carretero, filosofo spagnolo (n. 1895)
- Margherita Cattaneo, giornalista e scrittrice italiana (n. 1907)
- Antonio Cece, compositore e direttore d'orchestra italiano (n. 1907)
- Vittorio Cocever, pittore e ceramista italiano (n. 1902)
- Pierre Conté, ballerino, coreografo e compositore francese (n. 1891)
- D. B. Cooper, criminale statunitense
- Ernie Copland, calciatore scozzese (n. 1927)
- Oreste Crescentini, poeta italiano (n. 1913)
- Achille D'Angelo, esoterista, sensitivo e astrologo italiano (n. 1907)
- Carlo De Stefani, politico e antifascista italiano (n. 1900)
- Ettore Del Vecchio, matematico italiano (n. 1891)
- Luigi Diamante, pittore italiano (n. 1904)
- Konrad Ehrbar, calciatore svizzero (n. 1884)
- Delfino Eoli, imprenditore italiano (n. 1900)
- Tullio Figini, scultore italiano (n. 1902)
- Bernard Fischer, calciatore lussemburghese (n. 1902)
- Warren Samuel Fisher, entomologo statunitense (n. 1878)
- Vasilij Fёdorovič Fёdorov, regista cinematografico sovietico (n. 1891)
- Emilio Geiler, scrittore svizzero (n. 1900)
- Luigi Giuntoli, calciatore italiano (n. 1896)
- Saul Greco, architetto italiano (n. 1910)
- Joseph Arthur Gregory, militare canadese (n. 1900)
- Francesco Guarino, politico italiano
- August Heitmann, nuotatore tedesco (n. 1907)
- Leslie Hofton, calciatore inglese (n. 1888)
- Giorgio La Piana, storico delle religioni, teologo e medievista italiano (n. 1879)
- Louis Lecoin, attivista, sindacalista e anarchico francese (n. 1888)
- Roberto Lemmi, pittore, illustratore e fumettista italiano (n. 1901)
- Alvin Loftes, ciclista su strada statunitense (n. 1890)
- Kathleen Lonsdale, fisica britannica (n. 1903)
- Italo Maione, critico letterario italiano (n. 1891)
- Giorgio Malipiero, avvocato e calciatore italiano (n. 1902)
- Federico Ernesto Mariscal Piña, architetto messicano (n. 1881)
- Bob McDonald, calciatore scozzese (n. 1895)
- Frank McDonald, giocatore di curling canadese (n. 1888)
- Augusto Miniati, scultore e pittore italiano (n. 1885)
- Muzio Muzii, bibliotecario, fotografo e storico italiano (n. 1898)
- Antonio Navarra, giurista italiano (n. 1888)
- Frederick Nymeyer, economista statunitense (n. 1897)
- Ernő Németh, calciatore ungherese (n. 1906)
- Teodoro Orselli, pittore italiano (n. 1901)
- Anna Laetitia Pecci, nobildonna e mecenate italiana (n. 1885)
- Perpessicius, scrittore rumeno (n. 1891)
- Guglielmo Pizzirani, pittore italiano (n. 1886)
- Hans Plangger, scultore italiano (n. 1899)
- Vikram Sarabhai, fisico e astronomo indiano (n. 1919)
- Adolf Schulze, alpinista e ingegnere tedesco (n. 1880)
- Pietro Sella, paleografo, archivista e storico italiano (n. 1882)
- George Shenker, ingegnere polacco (n. 1919)
- Reginald Soar, aviatore britannico (n. 1893)
- Ottavio Steffenini, pittore italiano (n. 1889)
- Valentin Vasil'evič Sysoev, calciatore russo (n. 1887)
- Lucien Tainguy, direttore della fotografia francese (n. 1881)
- Mario Tufaroli Luciano, architetto e urbanista italiano (n. 1903)
- Carlo Venturini, politico, sindacalista e antifascista italiano (n. 1901)
- Bryan Edgar Wallace, scrittore britannico (n. 1904)
- Karl Weingärtner, arbitro di calcio tedesco (n. 1895)
- Jack Woodford, scrittore e editore statunitense (n. 1894)
- Husayn al-'Uwayni, politico libanese (n. 1910)